# Mecopus
Mecopus es un género monotípica de plantas con flores perteneciente a la familia Fabaceae. Su única especie:  Mecopus nidulans, es originaria de Asia.
Es una planta herbácea perennifolia, usada como planta medicinal que se distribuye por Asia en Camboya, China, Hainan, la India, Indonesia, Java, Laos, Birmania, Tailandia y Vietnam.

## Descripción
Son hierbas, erectas, que alcanzan los 30-40 cm de altura o más. Tallo y ramas glabras. La hoja ampliamente obovado-reniforme de 0.9-2 × 1-2.5 cm, con 4 o 5 nervios laterales  en cada lado del nervio central, glabras en ambas superficies, redondeada o casi cordada, ápice truncado o emarginado. La inflorescencia en forma de racimo de 2,5-3 cm. Pedúnculo 1-1,5 cm, más largo que las brácteas, pubescentes de color amarillo grisáceo.

## Sinonimia
- Uraria retrofructa Wall